# پیر بیی
پیر بیی (فرانسوی: Pierre Bailly‎; ۸ مارس ۱۸۸۹ – ۲۷ ژانویهٔ ۱۹۷۳) معمار اهل فرانسه بود.
از افتخارات وی میتوان به کسب مدال طلا طراحی ساختمان در بخش مسابقات هنری بازی‌های المپیک تابستانی ۱۹۳۲ اشاره کرد.